# Elezioni comunali nel Lazio del 2005
Le elezioni comunali nel Lazio del 2005 si tennero il 3 e 4 aprile (con ballottaggio il 17 e 18 giugno). 

## Roma

### Albano Laziale
| Candidati e Liste                    | Voti   | %      | Seggi |
| ------------------------------------ | ------ | ------ | ----- |
| Marco Mattei                         | 12.225 | 50,58  | -     |
| Forza Italia                         | 3.516  | 15,38  | 6     |
| Alleanza Nazionale                   | 2.555  | 11,18  | 4     |
| Lista Mattei                         | 2.304  | 10,08  | 4     |
| Unione di Centro                     | 1.181  | 5,17   | 2     |
| Il Cigno                             | 1.071  | 4,68   | 2     |
| Per Albano Vivere                    | 451    | 1,97   | -     |
| Nuovo PSI                            | 292    | 1,28   | -     |
| Partito Repubblicano Italiano        | 240    | 1,05   | -     |
| Stefano Antonacci                    | 11.135 | 46,07  | 1     |
| Democratici di Sinistra              | 3.542  | 15,49  | 4     |
| La Margherita                        | 1.698  | 7,43   | 2     |
| Socialisti Democratici Italiani      | 1.615  | 7,06   | 2     |
| Partito della Rifondazione Comunista | 1.438  | 6,29   | 2     |
| Repubblicani Uniti                   | 737    | 3,22   | 1     |
| Comunisti Italiani                   | 683    | 2,99   | -     |
| Federazione dei Verdi                | 441    | 1,93   | -     |
| Il Buonsenso                         | 338    | 1,48   | -     |
| Raffaele Esposito                    | 488    | 2,02   | -     |
| Democratici Uniti                    | 455    | 1,99   | -     |
| Andrea Marconi                       | 324    | 1,34   | -     |
| Il Ribelle                           | 306    | 1,34   | -     |
| Totale alle liste                    | 22.863 | 100,00 | 29    |
| TOTALE                               | 24.172 | 100,00 | 30    |

### Grottaferrata
| Candidati e Liste               | Voti   | %     | Seggi |
| ------------------------------- | ------ | ----- | ----- |
| Mauro Ghelfi                    | 3.488  | 28,52 | -     |
| Ghelfi per Grottaferrata        | 1.864  | 16,84 | 9     |
| Alleanza Cittadina              | 735    | 6,64  | 3     |
| Maria Giuseppa Elmo             | 4.160  | 34,02 | 1     |
| Democratici di Sinistra         | 1.645  | 14,86 | 2     |
| La Margherita                   | 1.213  | 10,96 | 2     |
| Rifondazione Comunista          | 531    | 4,80  | -     |
| Associazioni in Movimento       | 359    | 3,24  | -     |
| Repubblicani Europei            | 78     | 0,70  | -     |
| Giustino Pezzetta               | 2.647  | 21,65 | 1     |
| Alleanza Nazionale              | 1.332  | 12,03 | 1     |
| Forza Italia                    | 845    | 7,63  | 1     |
| Unione di Centro                | 407    | 3,68  | -     |
| Grottaferrata Insieme           | 149    | 1,35  | -     |
| Impegno Donne per Grottaferrata | 37     | 0,33  | -     |
| Mauro Tomboletti                | 671    | 5,49  | -     |
| Noi per Tomboletti              | 281    | 2,54  | -     |
| Cittadini per Grottaferrata     | 236    | 2,13  | -     |
| Primarie Io Voto                | 146    | 1,32  | -     |
| Alberto Procaccini              | 642    | 5,25  | -     |
| Alberto Procaccini Sindaco      | 635    | 5,74  | -     |
| Antonio Sollecito               | 487    | 3,98  | -     |
| Insieme per Cambiare            | 454    | 4,10  | -     |
| Rodolfo Mariotti                | 133    | 1,09  | -     |
| Alternativa Sociale             | 122    | 1,10  | -     |
| Totale alle liste               | 11.069 | 100   | 18    |
| TOTALE                          | 12.228 | 100   | 20    |

### Guidonia Montecelio
| Candidati e Liste                                  | Voti   | %     | Seggi |
| -------------------------------------------------- | ------ | ----- | ----- |
| Filippo Lippiello                                  | 23.671 | 52,19 | -     |
| Democratici di Sinistra                            | 8.243  | 19,04 | 7     |
| La Margherita                                      | 6.680  | 15,43 | 6     |
| Rifondazione Comunista                             | 2.116  | 4,89  | 2     |
| Socialisti Democratici Italiani                    | 1.851  | 4,28  | 1     |
| Federazione dei Verdi                              | 1.644  | 3,80  | 1     |
| Comunisti Italiani                                 | 1.047  | 2,42  | 1     |
| UDEUR-Italia dei Valori                            | 720    | 1,66  | -     |
| Vittorio Francesco Maria Messa                     | 16.855 | 37,16 | 1     |
| Alleanza Nazionale                                 | 8.815  | 20,36 | 6     |
| Forza Italia                                       | 6.541  | 15,11 | 4     |
| Nuovo PSI                                          | 693    | 1,60  | -     |
| Partito Repubblicano Italiano-Insieme per la Città | 478    | 1,10  | -     |
| Stefano Sassano                                    | 3.184  | 7,02  | 1     |
| Unione di Centro                                   | 2.990  | 6,91  | -     |
| Michele Venturiello                                | 963    | 2,12  | -     |
| Setteville in Comune                               | 856    | 1,98  | -     |
| Martin Avaro                                       | 679    | 1,50  | -     |
| Alternativa Sociale                                | 619    | 1,43  | -     |
| Totale alle liste                                  | 43.293 | 100   | 28    |
| TOTALE                                             | 45.352 | 100   | 30    |

## Latina

### Aprilia
| Candidati e Liste               | Voti   | %     | Seggi |
| ------------------------------- | ------ | ----- | ----- |
| Calogero Santangelo             | 20.752 | 55,49 | -     |
| Forza Italia                    | 6.031  | 16,41 | 6     |
| Unione di Centro                | 5.078  | 13,81 | 5     |
| Alleanza Nazionale              | 4.235  | 11,52 | 4     |
| Forum per Aprilia               | 1.709  | 4,65  | 1     |
| Rinnovamento per Aprilia        | 1.003  | 2,73  | 1     |
| Partito Repubblicano Italiano   | 919    | 2,50  | 1     |
| Nuovo PSI                       | 721    | 1,96  | -     |
| Movimento Nazionale Monarchico  | 531    | 1,44  | -     |
| Avanti Aprilia                  | 494    | 1,34  | -     |
| Mario Stradaioli                | 15.996 | 42,78 | 1     |
| Democratici di Sinistra         | 3.825  | 10,41 | 4     |
| Sindaco Stradaioli              | 2.453  | 6,67  | 2     |
| La Margherita                   | 1.713  | 4,66  | 1     |
| Aprilia Domani                  | 1.304  | 3,55  | 1     |
| Socialisti Democratici Italiani | 1.283  | 3,49  | 1     |
| Udeur                           | 1.212  | 3,30  | 1     |
| Federazione dei Verdi           | 1.109  | 3,02  | 1     |
| Rifondazione Comunista          | 1.090  | 2,97  | 1     |
| Lista Civica                    | 700    | 1,90  | -     |
| Comunisti Italiani              | 459    | 1,25  | -     |
| Italia dei Valori               | 287    | 0,78  | -     |
| Temistocle Olivieri             | 647    | 1,73  | -     |
| Lista Civica                    | 605    | 1,65  | -     |
| Totale alle liste               | 36.761 | 100   | 29    |
| TOTALE                          | 37.395 | 100   | 30    |

### Minturno
| Candidati e Liste        | Voti   | %     | Seggi |
| ------------------------ | ------ | ----- | ----- |
| Giuseppe Sardelli        | 7.711  | 57,58 | -     |
| Forza Italia             | 4.305  | 33,52 | 8     |
| Alleanza Nazionale       | 1.659  | 12,92 | 3     |
| Unione di Centro         | 1.534  | 11,95 | 2     |
| Minturno Domani          | 1.211  | 9,43  | 2     |
| Nuovo PSI                | 518    | 4,03  | 1     |
| Giuseppe Russo           | 2.353  | 17,57 | 1     |
| Progetto Città           | 644    | 5,01  | 1     |
| Tradizioni e Valori      | 387    | 3,01  | -     |
| Città Serena             | 290    | 2,26  | -     |
| Maurizio Granata         | 2.019  | 15,08 | 1     |
| Democratici di Sinistra  | 764    | 5,95  | 1     |
| La Margherita            | 633    | 4,93  | -     |
| Giuseppe D'Acunto        | 548    | 4,09  | -     |
| Lista Civica D'Acunto    | 247    | 1,92  | -     |
| Rifondazione Comunista   | 200    | 1,56  | -     |
| Pinuccio Graziosetto     | 519    | 3,88  | -     |
| Lista Civica Graziosetto | 317    | 2,47  | -     |
| Rosa Treglia             | 242    | 1,81  | -     |
| UDEUR                    | 133    | 1,04  | -     |
| Totale alle liste        | 12.842 | 100   | 18    |
| TOTALE                   | 13.392 | 100   | 20    |